# Na pragu svobode
Na pragu svobode (francosko Au seuil de la liberté) je slika belgijskega surrealističnega slikarja Renéja Magritta iz leta 1937. 
Slika prikazuje veliko sobo, ki jo obkrožajo okna. Vsako okno razkrije drugačno podobo: enkrat nebo, drugič ogenj, les, gozd, pročelje hiše, okrasni vzorec, ženski torzo in čudno kovinsko tkanje in na njem Magrittov zaščitni znak kroglasti zvonovi. Na desni strani sobe se nahaja velik top.
Ta slika je prvotno sicer nastala že leta 1929, a je Magritte leta 1937 naslikal drugo različico slike, tokrat je v sliko postavil večjo sobo. Obe sliki sta iz oljnih barv in na platnu. Različica iz leta 1929 meri 114,3 x 131,4 cm in je razstavljena v muzeju Boymans-van Beuningen v Rotterdamu. Varianta iz leta 1937 pa meri 236,2 x 185,4 cm. Razstavlja jo Inštitut umetnosti Chicago. 
Leta 1983 je ameriški trobentač Mark Isham ustvaril skladbo po tej sliki in jo tudi enako poimenoval. 